# Daniel Berg
Daniel Högberg (Västra Tunhems församling, (Älvsborgs län), 19 april 1884 – Stockholm, 27 mei 1963), beter bekend als Daniel Berg, was een Zweedse zendeling die werkte in de Amazone en het noordoosten van Brazilië in de vroege twintigste eeuw. Uit zijn werk samen met Gunnar Vingren ontstond de beweging waar de pinksterkerk van de Assemblies of God (Assembleia de Deus) in Brazilië uit voortkwam.
Daniel Berg was de zoon van Baptist Gustav Verner Högberg en Fredrika Högberg. Hij leerde het vak van smid, bekeerde zich en werd gedoopt in 1899. Op 5 maart 1902 vertrok hij naar de Verenigde Staten, waar hij op 25 maart aankwam in Boston. Tijdens een bezoek aan Zweden hoorde hij van een vriend van de pinksterbeweging en in 1909 keerde hij terug naar de Verenigde Staten. In dat jaar ontmoette Berg op een conferentie in Chicago de predikant Gunnar Vingren.
Op 19 november 1910 kwam Daniel Berg aan in Belém, de hoofdstad van Pará. Samen met zijn vriend en collega missionaris Gunnar Vingren en begon hij met de verspreiding van de Pinksterbeweging vanuit een Baptistenkerk in Belém. In Brazilië studeerde hij Portugees en was hij werkzaam in de metaal industrie bij het bedrijf Port of Pará.
In het begin van 1920 bezocht hij Zweden en trouwde met Sara Julho. In het volgende jaar kwam het echtpaar naar Brazilië. In 1927 verhuisden ze naar São Paulo.